# Zetten (metaaltechniek)

Een animatie van een afkantpers: een specifiek type zetbank.

Een animatie van zwenkbuigen

Zetten is een vormgevingstechniek binnen de metaalbewerking die wordt uitgevoerd met een zetbank. Bij zetten wordt (tweedimensionaal) plaatmateriaal omgezet naar een voorwerp met een driedimensionale vorm. Zetten wordt uitgevoerd door middel van het buigen van het plaatmateriaal. Bij kleine voorwerpen van dun plaatmateriaal kan dit handmatig worden gedaan. Echter bij dikker materiaal, of grotere buighoeken, wordt veelal een machinale zetbank gebruikt. De bewerking kan onder andere worden gebruikt voor metalen als: 
- Koper
- Aluminium
- Plaatstaal
- Roestvast staal
- Zink

Op deze wijze kunnen metalen bakjes of kommen vervaardigd worden, maar ook onderdelen van grotere apparaten, van huishoudapparaten tot vliegtuig- en ruimtevaartonderdelen.